# Russisch curlingteam (vrouwen)
Het Russische curlingteam vertegenwoordigt Rusland in internationale curlingwedstrijden.

## Geschiedenis
Rusland nam voor het eerst deel aan een internationaal toernooi tijdens het Europees kampioenschap van 1994, in het Zweedse Sundsvall. Sindsdien heeft het Russische team aan elk EK deelgenomen. De eerste interland ooit werd wel meteen een vernedering: 15-5 verlies tegen het kleine Luxemburg. In 1998 promoveerde Rusland naar de A-divisie, waar het land sedertdien onafgebroken vertoeft. Het land groeide uit tot een te geduchten tegenstander die regelmatig medailles wist te winnen. In 2006 werden de Russen voor het eerst Europees kampioen. In 2012 werd de tweede titel binnengehaald, gevolgd door een derde in 2015 en een vierde in 2016.
In 2001 mochten de Russen voor het eerst aantreden op het wereldkampioenschap. In 2014 wisten de Russen voor het eerst een medaille te veroveren, door in de strijd om het brons Zuid-Korea te verslaan. Ook de volgende twee jaren gingen de Russen met brons naar huis. In 2017 haalde Rusland voor het eerst de WK-finale, die verloren werd van Canada. In 2021 werd wederom zilver gewonnen. Op de Olympische Winterspelen waren de Russen reeds vier keer present. Daar is de vijfde plaats de beste eindklassering tot nu toe. Vanwege een door de overheid gesponsord dopingprogramma werd Rusland uitgesloten van deelname aan de Olympische Winterspelen van 2018 en 2022.
In september 2022 werd de Russische Curlingfederatie geschorst vanwege de Russische invasie van Oekraïne. Bijgevolg kan het Russische curlingteam tot nader order niet meer deelnemen aan internationale curlingcompetities.

## Rusland op de Olympische Spelen
| \| Jaar \| Plaats \| Skip \| WG \| W \| V \| PV \| PT \| \| ---- \| ------------- \| ------------------- \| ------------- \| ------------- \| ------------- \| ------------- \| ------------- \| \| 1998 \| Geen deelname \| Geen deelname \| Geen deelname \| Geen deelname \| Geen deelname \| Geen deelname \| Geen deelname \| \| 2002 \| 10 \| Olga Jarkova \| 9 \| 1 \| 8 \| 49 \| 67 \| \| 2006 \| 5 \| Loedmila Privivkova \| 9 \| 5 \| 4 \| 57 \| 60 \| \| 2010 \| 9 \| Loedmila Privivkova \| 9 \| 3 \| 6 \| 53 \| 60 \| \| 2014 \| 9 \| Anna Sidorova \| 9 \| 3 \| 6 \| 48 \| 56 \| \| 2018 \| Geen deelname \| Geen deelname \| Geen deelname \| Geen deelname \| Geen deelname \| Geen deelname \| Geen deelname \| \| 2022 \| Geen deelname \| Geen deelname \| Geen deelname \| Geen deelname \| Geen deelname \| Geen deelname \| Geen deelname \| \| 2026 \| Geen deelname \| Geen deelname \| Geen deelname \| Geen deelname \| Geen deelname \| Geen deelname \| Geen deelname \| |               |                     |               |               |               |               |               |
| Jaar | Plaats        | Skip                | WG            | W             | V             | PV            | PT            |
| 1998 | Geen deelname | Geen deelname       | Geen deelname | Geen deelname | Geen deelname | Geen deelname | Geen deelname |
| 2002 | 10            | Olga Jarkova        | 9             | 1             | 8             | 49            | 67            |
| 2006 | 5             | Loedmila Privivkova | 9             | 5             | 4             | 57            | 60            |
| 2010 | 9             | Loedmila Privivkova | 9             | 3             | 6             | 53            | 60            |
| 2014 | 9             | Anna Sidorova       | 9             | 3             | 6             | 48            | 56            |
| 2018 | Geen deelname | Geen deelname       | Geen deelname | Geen deelname | Geen deelname | Geen deelname | Geen deelname |
| 2022 | Geen deelname | Geen deelname       | Geen deelname | Geen deelname | Geen deelname | Geen deelname | Geen deelname |
| 2026 | Geen deelname | Geen deelname       | Geen deelname | Geen deelname | Geen deelname | Geen deelname | Geen deelname |

## Rusland op het wereldkampioenschap
| Jaar | Plaats        | Skip                | WG            | W             | V             | PV            | PT            |
| ---- | ------------- | ------------------- | ------------- | ------------- | ------------- | ------------- | ------------- |
| 1992 | Geen deelname | Geen deelname       | Geen deelname | Geen deelname | Geen deelname | Geen deelname | Geen deelname |
| 1993 | Geen deelname | Geen deelname       | Geen deelname | Geen deelname | Geen deelname | Geen deelname | Geen deelname |
| 1994 | Geen deelname | Geen deelname       | Geen deelname | Geen deelname | Geen deelname | Geen deelname | Geen deelname |
| 1995 | Geen deelname | Geen deelname       | Geen deelname | Geen deelname | Geen deelname | Geen deelname | Geen deelname |
| 1996 | Geen deelname | Geen deelname       | Geen deelname | Geen deelname | Geen deelname | Geen deelname | Geen deelname |
| 1997 | Geen deelname | Geen deelname       | Geen deelname | Geen deelname | Geen deelname | Geen deelname | Geen deelname |
| 1998 | Geen deelname | Geen deelname       | Geen deelname | Geen deelname | Geen deelname | Geen deelname | Geen deelname |
| 1999 | Geen deelname | Geen deelname       | Geen deelname | Geen deelname | Geen deelname | Geen deelname | Geen deelname |
| 2000 | Geen deelname | Geen deelname       | Geen deelname | Geen deelname | Geen deelname | Geen deelname | Geen deelname |
| 2001 | 9             | Nina Golovtsjenko   | 9             | 2             | 7             | 48            | 71            |
| 2002 | 7             | Olga Jarkova        | 9             | 4             | 5             | 67            | 65            |
| 2003 | 6             | Olga Jarkova        | 9             | 3             | 6             | 53            | 66            |
| 2004 | Geen deelname | Geen deelname       | Geen deelname | Geen deelname | Geen deelname | Geen deelname | Geen deelname |
| 2005 | 5             | Loedmila Privivkova | 12            | 7             | 5             | 80            | 76            |
| 2006 | Geen deelname | Geen deelname       | Geen deelname | Geen deelname | Geen deelname | Geen deelname | Geen deelname |
| 2007 | 8             | Loedmila Privivkova | 11            | 4             | 7             | 75            | 82            |
| 2008 | 8             | Loedmila Privivkova | 11            | 4             | 7             | 67            | 74            |

| Jaar | Plaats        | Skip                | WG            | W             | V             | PV            | PT            |
| ---- | ------------- | ------------------- | ------------- | ------------- | ------------- | ------------- | ------------- |
| 2009 | 7             | Loedmila Privivkova | 11            | 5             | 6             | 62            | 74            |
| 2010 | 8             | Anna Sidorova       | 11            | 5             | 6             | 66            | 66            |
| 2011 | 6             | Anna Sidorova       | 11            | 6             | 5             | 81            | 69            |
| 2012 | 9             | Anna Sidorova       | 11            | 4             | 7             | 61            | 70            |
| 2013 | 6             | Anna Sidorova       | 12            | 6             | 6             | 76            | 74            |
| 2014 | 3             | Anna Sidorova       | 13            | 9             | 4             | 96            | 63            |
| 2015 | 3             | Anna Sidorova       | 14            | 10            | 4             | 85            | 46            |
| 2016 | 3             | Anna Sidorova       | 14            | 10            | 4             | 92            | 66            |
| 2017 | 2             | Anna Sidorova       | 14            | 9             | 5             | 104           | 88            |
| 2018 | 3             | Viktoria Mojsejeva  | 15            | 9             | 6             | 109           | 83            |
| 2019 | 5             | Alina Kovaljova     | 13            | 9             | 4             | 94            | 85            |
| 2021 | 2             | Alina Kovaljova     | 15            | 12            | 3             | 108           | 88            |
| 2022 | Geen deelname | Geen deelname       | Geen deelname | Geen deelname | Geen deelname | Geen deelname | Geen deelname |
| 2023 | Geen deelname | Geen deelname       | Geen deelname | Geen deelname | Geen deelname | Geen deelname | Geen deelname |
| 2024 | Geen deelname | Geen deelname       | Geen deelname | Geen deelname | Geen deelname | Geen deelname | Geen deelname |
| 2025 | Geen deelname | Geen deelname       | Geen deelname | Geen deelname | Geen deelname | Geen deelname | Geen deelname |
| 2026 | Geen deelname | Geen deelname       | Geen deelname | Geen deelname | Geen deelname | Geen deelname | Geen deelname |

## Rusland op het Europees kampioenschap
| Jaar | Plaats        | Skip                  | WG            | W             | V             | PV            | PT            |
| ---- | ------------- | --------------------- | ------------- | ------------- | ------------- | ------------- | ------------- |
| 1992 | Geen deelname | Geen deelname         | Geen deelname | Geen deelname | Geen deelname | Geen deelname | Geen deelname |
| 1993 | Geen deelname | Geen deelname         | Geen deelname | Geen deelname | Geen deelname | Geen deelname | Geen deelname |
| 1994 | 16            | Tatjana Smirnova      | 4             | 1             | 3             | 24            | 42            |
| 1995 | 11            | Tatjana Smirnova      | 8             | 5             | 3             | 68            | 55            |
| 1996 | 13            | Tatjana Smirnova      | 5             | 0             | 5             | 14            | 47            |
| 1997 | 14            | Ekaterina Lissitskaja | 4             | 1             | 3             | 31            | 29            |
| 1998 | 11            | Tatjana Smirnova      | 7             | 2             | 5             | 31            | 45            |
| 1999 | 8             | Nina Golovtsjenko     | 9             | 3             | 6             | 45            | 67            |
| 2000 | 7             | Nina Golovtsjenko     | 8             | 2             | 6             | 47            | 67            |
| 2001 | 7             | Olga Jarkova          | 8             | 2             | 6             | 38            | 52            |
| 2002 | 4             | Olga Jarkova          | 11            | 6             | 5             | 79            | 75            |
| 2003 | 8             | Olga Jarkova          | 9             | 3             | 6             | 49            | 61            |
| 2004 | 4             | Olga Jarkova          | 12            | 6             | 6             | 73            | 78            |
| 2005 | 8             | Loedmila Privivkova   | 11            | 2             | 9             | 59            | 79            |
| 2006 | 1             | Loedmila Privivkova   | 12            | 11            | 1             | 102           | 56            |
| 2007 | 5             | Loedmila Privivkova   | 9             | 5             | 4             | 58            | 57            |
| 2008 | 7             | Loedmila Privivkova   | 9             | 4             | 5             | 54            | 64            |

| Jaar | Plaats        | Skip                | WG            | W             | V             | PV            | PT            |
| ---- | ------------- | ------------------- | ------------- | ------------- | ------------- | ------------- | ------------- |
| 2009 | 4             | Loedmila Privivkova | 11            | 7             | 4             | 74            | 58            |
| 2010 | 4             | Loedmila Privivkova | 12            | 7             | 5             | 78            | 66            |
| 2011 | 3             | Anna Sidorova       | 12            | 7             | 5             | 93            | 75            |
| 2012 | 1             | Anna Sidorova       | 12            | 10            | 2             | 92            | 64            |
| 2013 | 5             | Anna Sidorova       | 10            | 6             | 4             | 75            | 54            |
| 2014 | 2             | Anna Sidorova       | 12            | 10            | 2             | 110           | 47            |
| 2015 | 1             | Anna Sidorova       | 11            | 10            | 1             | 91            | 55            |
| 2016 | 1             | Viktoria Mojsejeva  | 11            | 8             | 3             | 67            | 59            |
| 2017 | 5             | Anna Sidorova       | 9             | 4             | 5             | 66            | 48            |
| 2018 | 4             | Alina Kovaljova     | 11            | 6             | 5             | 86            | 69            |
| 2019 | 4             | Alina Kovaljova     | 11            | 8             | 3             | 76            | 52            |
| 2021 | 4             | Alina Kovaljova     | 11            | 7             | 4             | 77            | 53            |
| 2022 | Geen deelname | Geen deelname       | Geen deelname | Geen deelname | Geen deelname | Geen deelname | Geen deelname |
| 2023 | Geen deelname | Geen deelname       | Geen deelname | Geen deelname | Geen deelname | Geen deelname | Geen deelname |
| 2024 | Geen deelname | Geen deelname       | Geen deelname | Geen deelname | Geen deelname | Geen deelname | Geen deelname |
| 2025 | Geen deelname | Geen deelname       | Geen deelname | Geen deelname | Geen deelname | Geen deelname | Geen deelname |

Andorra · Australië · België · Brazilië · Bulgarije · Canada · China · Chinees Taipei · Denemarken · Duitsland · Engeland · Estland · Filipijnen · Finland · Frankrijk · Groot-Brittannië · Hongarije · Hongkong · Ierland · Israël · Italië · Jamaica · Japan · Kazachstan · Kenia · Kroatië · Letland · Litouwen · Luxemburg · Mexico · Nederland · Nieuw-Zeeland · Nigeria · Noorwegen · Oekraïne · Oostenrijk · Polen · Portugal · Qatar · Roemenië · Rusland · Schotland · Servië · Slovenië · Slowakije · Spanje · Thailand · Tsjechië · Tsjecho-Slowakije · Turkije · Verenigde Staten · Wales · Wit-Rusland · Zuid-Korea · Zweden · Zwitserland